# フィーバーフェスティバル
「フィーバーフェスティバル」は、1993年にSANKYOが発売した、巨大な独立したデジタル表示が特徴のパチンコ機のシリーズ名。
『フィーバーフェスティバルⅠ』の1機種がある。

## 概要
ドット式デジタルのデジパチ。全16種類ある図柄が、それぞれ独立したデジタルにドットで表示される。このデジタルのサイズが大きいこともあり、ゲージ構成も個性的である。
本機の大当たり判定は2段階の判定で行われる。1次判定が1/24で、2次判定が1/10で行われ、合算が大当たり確率の1/240となる。いずれかの図柄が揃った後は、大当たり確率が1/24になる天国モードへの移行抽選が行われる。この天国モードへの抽選も2段階で行われる。1次判定の確率が1/7で、2次判定の確率が2/3で行われるので、合算の2/21の確率で天国モードに移行する。天国モード中は、この2段階のうち1次判定が免除されるので2次判定のみの抽選となる。大当たり当選時に天国モードの再抽選も行われるが、2次判定のみなので2/3で天国モードが継続する。

## スペック
- フィーバーフェスティバルⅠ
  - 賞球数 7&15
  - 大当たり最高継続 16R
  - 大当たり確率 1/240

## 図柄
- 0
- 1
- 2
- 3
- 4
- 5
- 6
- 7
- 8
- 9
- 王冠
- ベル
- F
- JP
- BAR

## 演出
デジタルは左→右→中の順番に停止する。リーチアクションとして、中出目がスローに移行するパターンや、停止後に図柄が戻るアクションがある。大当たり中は、この巨大デジタル上に大当たりラウンドやカウントの表記を行うのが特徴である。
朝イチ電源をオンにした時の出目は「000」である。また、盤面下部にあるミニデジタルも朝イチは「0」になっている。

## サウンドトラック
- 『パチンコ・ミュージック・フロム SANKYO FEVER WARS』 キングレコード、1998年8月21日。KICA-1217。
  - BGMが収録されている。